# Al-Jaish Bagdad
Al-Jaish Sports Club Bagdad es un equipo de fútbol de Irak que compite en la División 1 de Irak, la tercera liga de fútbol en importancia en el país.

## Historia
Fue fundado en el año 1974 en la capital Bagdad como el equipo representante de la Fuerza Armada de Irak y a consecuencia de ello, la mayoría de sus jugadores son militares. Ha sido campeón de la Primera División de Irak en 1 ocasión en 1984, pero no juega en la máxima categoría desde la temporada 2008/09.
También han sido campeones de copa en 2 ocasiones, ambas en la década de los años 1980, la cual ha sido su época más exitosa.
A nivel internacional han participado en 1 torneo, la Liga de Campeones Árabe 1987, en la cual fueron eliminados en la primera ronda.

## Palmarés
- Primera División de Irak: 1

1984
- Copa de Irak: 2

1980, 1983

## Participación en competiciones de la UAFA
- Liga de Campeones Árabe: 1 aparición

1987 - Primera ronda

## Jugadores destacados
- Shidrak Youssif
- Hassan Farhan
- Fatah Nasif
- Karim Saddam
- Rahim Hameed

## Entrenadores destacados
- Munir Al-Waat